# Thermosphaeroma thermophilum
Thermosphaeroma thermophilum es una especie de crustáceo isópodo de la familia Sphaeromatidae. Fue endémica de los Estados Unidos de América.
Su hábitat natural eran los ríos. Extinta en la naturaleza debido a la pérdida de hábitat. La especie todavía existe en pozos de hormigón en la localidad de Socorro, Nuevo México.